# Idiodonus rufescens
Idiodonus rufescens är en insektsart som beskrevs av Henry Fairfield Osborn 1915. Idiodonus rufescens ingår i släktet Idiodonus och familjen dvärgstritar. Inga underarter finns listade i Catalogue of Life.